# Stebach
Stebach là một đô thị ở huyện Neuwied, bang Rheinland-Pfalz, nước Đức. Đô thị Stebach có diện tích 2,38 km².